# Lutz Seiler
Lutz Seiler (Gera, 8 de juny de 1963) és un escriptor alemany.

## Biografia
Lutz Seiler es va criar a Gera-Langenberg, Turíngia. Després d'aprendre l'ofici de paleta i de fuster, va realitzar el servei militar a l'Exèrcit Popular Nacional, durant el qual va començar a interessar-se per la literatura i a escriure alguns poemes. En l'estiu de 1989 va treballar com a temporer a l'illa de Hiddensee; una experiència que més tard es reflectiria en la seva obra. El 1990 va concloure els estudis de filologia alemanya, que havia seguit a la Universitat Martí Luter de Halle-Wittenberg i a la Humboldt de Berlín. El 2014 va publicar la novel·la Kruso, que el 2017 va ser publicada en català per Club Editor.

## Obra publicada
- Berührt – geführt. Gedichte, Chemnitz 1995.
- Pech & Blende. Gedichte, Suhrkamp Verlag, Frankfurt del Main 2000.
- Heimaten (mit Anne Duden und Farhad Showghi), Göttingen 2001.
- Hubertusweg. Drei Gedichte, Warmbronn 2001.
- Vierzig Kilometer Nacht. Gedichte, Suhrkamp Verlag, Frankfurt del Main 2003.
- Sonntags dachte ich an Gott. Aufsätze, Suhrkamp Verlag, Frankfurt del Main 2004.
- Die Anrufung. Essay und vier Gedichte, Warmbronn 2005.
- Turksib. Zwei Erzählungen, Suhrkamp Verlag, Frankfurt del Main 2008.
- Die Zeitwaage. Erzählungen, Suhrkamp Verlag, Frankfurt del Main 2009. ISBN 978-3-518-42115-4
- im felderlatein. Gedichte, Suhrkamp Verlag, Berlin 2010. ISBN 978-3-518-42169-7
- Kruso, Suhrkamp Verlag, Berlin 2014. ISBN 978-3-518-42447-6
  - als Hörbuch: Hörbuch Hamburg, Hamburg 2014, ISBN 978-3-89903-916-0
- Die römische Saison, Topalian & Milani Verlag, Ulm 2016. ISBN 978-3-946423-03-4
- Am Kap des guten Abends, Insel Verlag, Berlín 2018, ISBN 978-3-458-19455-2
- Stern 111, Suhrkamp Verlag, Berlín 2020, ISBN 978-3-518-42925-9
- Laubsäge und Scheinbrücke: Aus der Vorgeschichte des Schreibens, Heidelberger Poetikvorlesungen, Friederike Reents (ed.), Heidelberg 2020, ISBN 978-3-8253-6980-4
- schrift für blinde riesen, Suhrkamp Verlag, Berlín 2021, ISBN 978-3-518-43000-2

### Traduccions al català
- Kruso. Trad. Joan Ferrarons. Barcelona: Club Editor, 2017
- El pes del temps. Trad. Joan Ferrarons. Barcelona: Club Editor, 2021